# Domašov nad Bystřicí
Domašov nad Bystřicí (vroeger ook Domštát, Duits: Domstadl en Domstadt) is een Tsjechische gemeente in de regio Olomouc, en maakt deel uit van het district Olomouc. Domašov nad Bystřicí telt 467 inwoners. Op het grondgebied bevinden zich twee stations aan de spoorlijn van Olomouc naar Opava. Station Domašov nad Bystřicí bevindt zich bij het dorp zelf, waar spoorweghalte Jívová zich in het zuiden de gemeente bevindt bij de buurtschap Magdalenský Mlýn.

## Geschiedenis
- 1269 – De eerste schriftelijke vermelding van de gemeente.
- 1872 – Opening van het station.
- 1938-1945 – Domašov viel als onderdeel van Sudetenland direct onder Nazi-Duits gezag.[1]

## Aanliggende gemeenten
| Aangrenzende gemeenten | Aangrenzende gemeenten | Aangrenzende gemeenten | Aangrenzende gemeenten | Aangrenzende gemeenten |
| ---------------------- | ---------------------- | ---------------------- | ---------------------- | ---------------------- |
| Moravský Beroun        |                        |                        |                        | Norberčany             |
|                        |                        |                        |                        |                        |
| Hraničné Petrovice     | Město Libavá           |                        |                        |                        |
|                        |                        |                        |                        |                        |
| Jívová                 |                        |                        |                        | Vojenský újezd Libavá  |

Babice · Bělkovice-Lašťany · Bílá Lhota · Bílsko · Blatec · Bohuňovice · Bouzov · Bukovany · Bystročice · Bystrovany · Červenka · Charváty · Cholina · Daskabát · Dlouhá Loučka · Dolany · Doloplazy · Domašov nad Bystřicí · Domašov u Šternberka · Drahanovice · Dub nad Moravou · Dubčany · Grygov · Haňovice · Hlásnice · Hlubočky · Hlušovice · Hněvotín · Hnojice · Horka nad Moravou · Horní Loděnice · Hraničné Petrovice · Huzová · Jívová · Komárov · Kozlov · Kožušany-Tážaly · Krčmaň · Křelov-Břuchotín · Liboš · Lipina · Lipinka · Litovel · Loučany · Loučka · Luběnice · Luká · Lutín · Lužice · Majetín · Medlov ·
Měrotín · Město Libavá · Mladeč · Mladějovice · Moravský Beroun · Mrsklesy · Mutkov · Náklo · Náměšť na Hané · Norberčany · Nová Hradečná · Olbramice · Olomouc · Paseka · Pňovice · Přáslavice · Příkazy · Řídeč · Samotišky · Senice na Hané · Senička · Skrbeň · Slatinice · Slavětín · Štarnov · Štěpánov · Šternberk · Strukov · Střeň · Suchonice · Šumvald · Svésedlice · Těšetice · Tovéř · Troubelice · Tršice · Újezd · Uničov · Ústín · Velká Bystřice · Velký Týnec · Velký Újezd · Věrovany · Vilémov · Vojenský újezd Libavá · Želechovice · Žerotín